# 今川義泰
今川 義泰（いまがわ よしやす）は、江戸時代中期の高家旗本。今川家では氏睦以来約70年ぶりに高家職（奥高家）に就いた。今川家19代当主。

## 生涯
今川範主の三男として生まれ、はじめ西尾を称する。兄今川範彦の養子となり、寛延2年（1749年）10月8日、19歳で家督を相続する。同年11月28日、将軍徳川家重に御目見する。
宝暦12年（1762年）8月15日、32歳で高家職に就き、従五位下・侍従に叙任、丹後守を称する。明和2年（1765年）には久能山東照宮の遷宮に際し同地に赴いている。
安永4年（1775年）7月9日、病気のため高家職を辞す。天明4年（1784年）閏1月18日死去、54歳。菩提寺である長延寺に葬られた。

## 系譜
『寛政重修諸家譜』によれば、1男がある。
父母
- 父：今川範主
- 母：某氏
- 養父：今川範彦（実兄）

妻妾
- 正室：喜連川茂氏（喜連川藩主）の三女。
宝暦2年（1752年）7月に婚姻したが、のちに離婚、井上正延（4000石）の継室になっている。
- 継室：某氏
今川義彰の生母。某氏とのみあるため側室と思われるが、観泉寺過去帳に「先丹後守（義泰）奥方」とあるため、継室となったかもしれない。享和4年3月17日（1804年4月26日）没[注釈 3]。法名は盛寿院殿禎室智祥大禅定尼[2]。

子女
- 今川義彰